# Istočnoeuropsko vrijeme
Istočnoeuropsko vrijeme, skraćeno EET  je vremenska zona koju koriste, među ostalim, države Bugarska, Egipat, Estonija, Finska, Grčka, Izrael, Latvija, Litva, Rumunjska, Turska i Ukrajina. Zimi je to ista vremenska zona kao UTC. 
U ovim državama se ljetno računanje vremena računa kao:
- EET = UTC + 2 sata (standardno vrijeme), UTC + 3 sata (ljetno vrijeme)
- EEST = Drugi naziv EET-a tijekom ljetnog računanjavremena.

UTC+2 bez ljetnog računanja vremena koristi se npr. u ruskoj Kalinjingradskoj oblasti kao i u Južnoafričkoj Republici i Zimbabveu.